# Худ Ривър (окръг, Орегон)
Окръг Худ Ривър (на английски: Hood River County) е окръг в щата Орегон, Съединени американски щати. Площта му е 1383 km², а населението - 20411 души (2000). Административен център е град Худ Ривър.

## Градове
- Каскейд Локс